# سوچدنیوو
سوچدنیوو (به لاتین: Suchedniów) یک شهر و گمینا در لهستان است که در گمینا سوخدنگوو واقع شده‌است. سوچدنیوو ۵۹٫۴۰ کیلومتر مربع مساحت و ۸٬۷۷۳ نفر جمعیت دارد.